# Tanneguy III du Chastel
Pour les articles homonymes, voir Tanneguy du Chastel et Duchatel.
Tanneguy III du Chastel, ou Tanguy III du Chatel (1369–1449), est le descendant d'une famille noble bretonne, la famille du Chastel, depuis son aïeul Bernard du Chastel qui participa à la Croisade en Palestine au côté du roi de France Louis IX (Saint Louis).

Blason de la famille du Chastel.

## Biographie
Fils d'Hervé II du Châtel et de Marie de Lescoët, il fait en 1404, pour venger la mort de son frère aîné Guillaume II du Chastel, qui avait été tué devant l'île de Jersey, une expédition contre Dartmouth en Angleterre dont il revint chargé d'un gros butin. En 1410, à Rome, il commande les troupes que Louis II d'Anjou, roi de Sicile, a envoyé pour soutenir l'antipape Alexandre V contre Ladislas Ier de Naples, usurpateur de la couronne de Sicile. De retour en France, il sert le dauphin Louis, duc de Guyenne, qui en fait son maréchal de Guyenne.
Il est en 1415 chambellan du roi Charles VI et prévôt de Paris, chargé de l'ordre dans la ville et chasse les Bourguignons de Chevreuse et participe à la bataille d'Azincourt (25 octobre 1415).  
En 1417, il est nommé maréchal et gouverneur de la Bastille, par le dauphin Charles, futur Charles VII qu'il a sauvé lors de l'émeute parisienne des Cabochiens en mai 1413 et dont il est l'un des favoris. Il s'oppose aux  partisans du duc de Bourgogne qui cherchent à s'emparer de la capitale le 28 mai 1418 sauvant le dauphin avec l'aide d'Ambroise de Loré qui le fait sortir de Paris et conduire à Melun. Dans la guerre civile entre Armagnacs et Bourguignons, il est un des chefs du parti Armagnac aux côtés de Bernard VII d'Armagnac, connétable de France. Il négocie au nom du dauphin la paix du Ponceau avec le duc de Bourgogne Jean sans Peur le jour de l'Ascension 1419, mais il serait, avec Jean Louvet, autre favori de Charles VII, l'un des principaux instigateurs de l'assassinat de Jean sans Peur, duc de Bourgogne , à l'occasion d'une entrevue avec le dauphin à Montereau-Fault-Yonne le 10 septembre 1419.
À partir de 1425, son influence diminue au profit de celle du Connétable de Richemont, futur duc Arthur III de Bretagne, beau-frère du duc de Bourgogne, Philippe le Bon . En 1429, il pèse de tout son poids pour inciter le roi Charles VII à recevoir puis soutenir Jeanne d'Arc ; en effet, certains membres de la Cour soutenaient le principe d'une réconciliation avec les Bourguignons pour faire front commun contre les Anglais, ce qui n'aurait pu se faire qu'à ses dépens et il obtint gain de cause.
En 1446, il quitte la Cour, se retire à Beaucaire et devient sénéchal de Provence. En avril 1448, il est envoyé en ambassade à Rome près du pape Nicolas V. Il meurt en 1449 en Provence sans laisser d'héritiers de son épouse Sibylle Le Voyer .
Il eut un neveu, Tanneguy ou Tanguy IV du Chastel, mort en 1477, qui fut grand écuyer de France, gouverneur du Roussillon et grand sénéchal de Provence.
Un autre de ses neveux fut Prigent VII de Coëtivy. 

### Tanneguy dans les arts

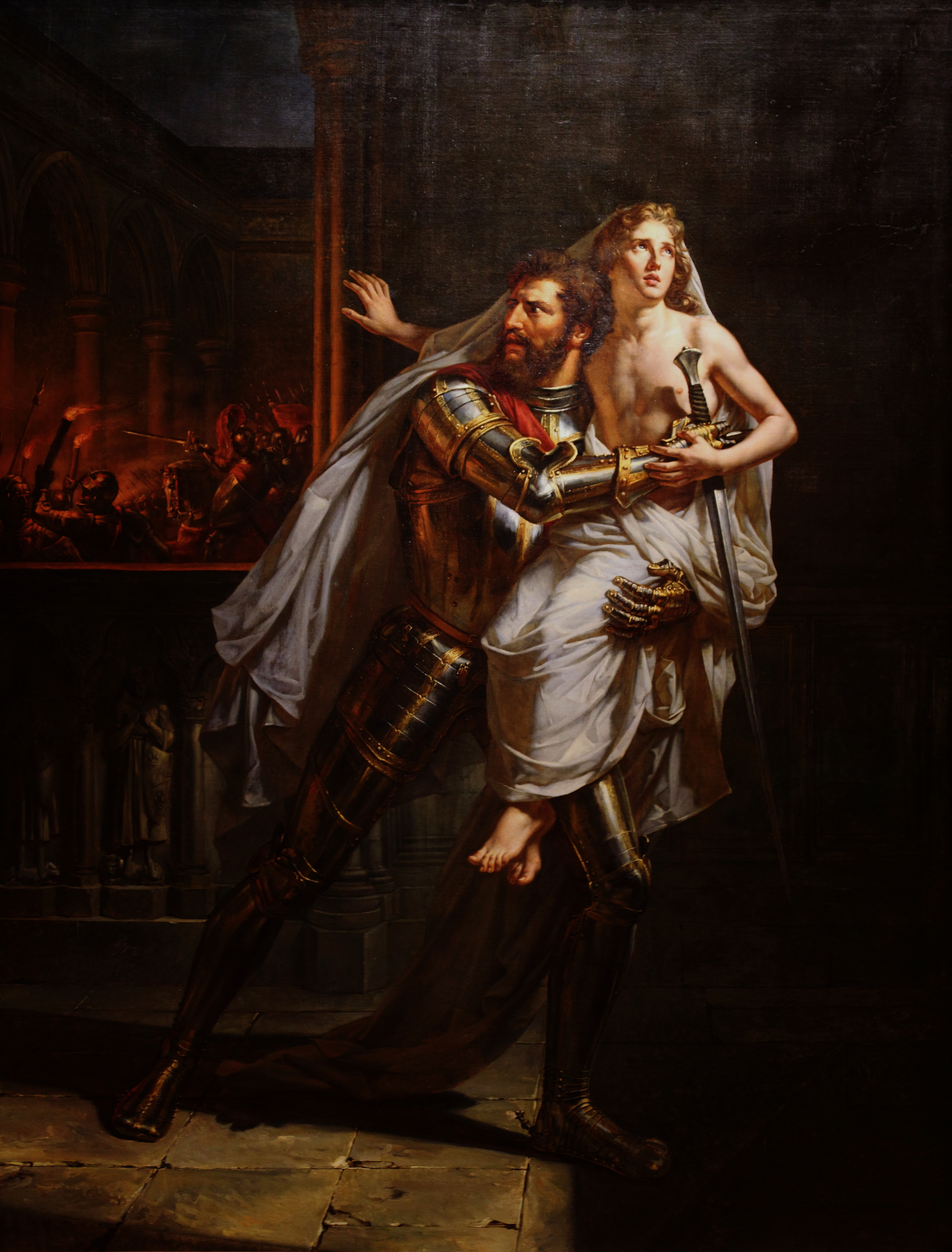
Tanneguy du Châtel sauvant le dauphin, tableau d'Auguste Couder, 1828.

Il est représenté en train de sauver le Dauphin sur un tableau peint par Fleury François Richard en 1819  ainsi que sur un tableau d’Auguste Couder de 1828.
Tanneguy est le personnage principal de la bande dessinée historique Le Trône d'argile de Nicolas Jarry, France Richemond, Theo, et Lorenzo Pieri.
Dans son premier roman historique édité en 1835 sous le titre Chroniques de France: Isabel de Bavière, Alexandre Dumas donne de Tanneguy, l'un des personnages principaux, la description personnelle suivante:

« Quant à Tanneguy Duchâtel, c'est un de ces hommes de tête et de cœur, de courage et d'exécution, dont l'histoire coule en bronze les rares statues; son dévoûment à la dynastie le conduisit à l'assassinat : ce fut sa vertu qui fit son crime. Il commit le meurtre au profit d'un autre, et en garda pour lui la responsabilité : son action est de celles que les hommes ne jugent pas, que Dieu pèse, que le résultat absout. Simple chevalier, il lui fut donné de toucher deux fois aux destinées presque accomplies de l'État et de les changer entièrement : la nuit où il enleva le dauphin de l'hôtel Saint-Paul, il sauva la monarchie; le jour où il frappa le duc de Bourgogne à Montereau, il fit plus encore, il sauva la France. »